# Linaria transiliensis
Linaria transiliensis är en grobladsväxtart som beskrevs av Kuprian.. Linaria transiliensis ingår i släktet sporrar, och familjen grobladsväxter. Inga underarter finns listade i Catalogue of Life.